# Вместе (партия, Франция)
«Вместе» (фр. Ensemble) — политическая коалиция Франции. Образована в ноябре 2021 года как «Граждане вместе» (фр. Ensemble Citoyens), включает в себя партии Возрождение, Демократическое движение, Горизонты, Действовать и Радикальную партию.